# Герберт Аллен Джайлз
Ге́рберт А́ллен Джайлз (англ. Dr. Herbert Allen Giles ; 18 грудня 1845, Оксфорд, Оксфордшир — 13 лютого 1935 року, Кембридж, Кембриджшир) — британський дипломат, китаєзнавець (синолог), перекладач, лексикограф, він був також професором кафедри китайської мови в Кембриджському університеті (1897—1932).
Його найкраще пам'ятають у зв'язку із системою романізації китайської мови Вейда-Джайлза, яку він розробив у співпраці з Томасом Ф. Вейдом.

## З життєпису
Герберт Аллен Джайлз народився в сім'ї англіканського священника преподобного Джона Аллена Джайлза (1808—1884), який здобув освіту в Оксфордському університеті.
Герберт здобув освіту у школі Чартерхаус (Charterhouse School).
З 1867 по 1892 роки перебував на консульській службі в Китаї, працював у Пекіні, пройшовши підготовку на студента-перекладача (склавши конкурсний іспит). Обіймав численні посади в портах Договірних угод (Тяньцзінь, Нінбо, Ханькоу, Сватоу, Амой), включаючи Тайвань — узбережжя Китаю.
Герберт Аллен Джайлз та Кетрін Марія Фенн одружилися в Нейланді в Саффолку 30 червня 1870 року. Другою дружиною стала Еліз Вільяміна Едерсхайм (Elise Williamina Edersheim). Їхній шлюб відбувся 28 грудня 1883 року в Оксфорді в церкві Святих Філіпа та Джеймса. Його діти: Бертрам, Валентин, Ланселот, Едіт, Мейбл та Лайонел Джайлз.
У 1892—1893 роках Джайлз вийшов на пенсію та повернувся до Великої Британії.
1897 року він став професором китайської мови (наступником Томаса Вейда) у Кембриджі, де працював до 1932 року.

## Опубліковані праці
- Giles, Herbert A., trans. Strange Stories from a Chinese Studio. 2 vols. London: Thos. De la Rue & Co., 1880.
- Giles, Herbert Allen. Gems of Chinese Literature. London: Bernard Quaritch, 1884.
- Giles, Herbert A. A Chinese biographical dictionary. London: Bernard Quaritch ; Shanghai: Kelly & Walsh, 1898.
- Giles, Herbert Allen. A History of Chinese Literature. London: W. Heinemann, 1901.
- Herbert Allen Giles. An Introduction to the History of Chinese Pictorial Art, 1st edn. Shanghai: Kelly and Walsh, Ltd., 1905. vi.
- Giles, H. A. Chinese-English Dictionary. London: B. Quaritch; Shanghai: Kelly & Walsh, 1892. (= Chinese-English dictionary / by Herbert A. Giles. Giles, Herbert Allen, 1845—1935,, Shanghai: Kelly & Walsh ; London: B. Quaritch, 1912.)
- Giles, Herbert A., Confucianism and Its Rivals. London: Williams and Norgate. 1915. Pp. ix, 271.
- Giles, Herbert. The Civilisation of China, London 1919.